# Ken McNaught
Pour les articles homonymes, voir McNaught.
Ken McNaught est un footballeur écossais né le 11 janvier 1955 à Kirkcaldy. Il évoluait au poste de défenseur central.

## Biographie
Ken McNaught commence sa carrière à Everton FC en 1974,.
En 1977, il rejoint Aston Villa,.
McNaught devient Champion d'Angleterre en 1981.
Aston Villa remporte la Coupe des clubs champions lors de la campagne 1981-1982. McNaught dispute cinq matchs et marque un but en quarts de finale retour contre le Dynamo Kiev. Il est titulaire lors de la finale remportée 1-0 contre le Bayern Munich,.
Il remporte la Supercoupe de l'UEFA 1982 : contre le FC Barcelone, il inscrit le dernier but du match retour gagné 3-0,.
En 1983, McNaught quitte Villa pour West Bromwich Albion, club qu'il représente une unique saison avant d'être prêté à Manchester City,.
Après un passage avec Sheffield United, il raccroche les crampons en 1986,.

## Palmarès
Aston Villa
| - Championnat d'Angleterre (1) : - Champion : 1980-81. - Coupe de la Ligue anglaise (1) : - Champion : 1976-77. - Charity Shield (1) : - Champion : 1981. |  | - Coupe des clubs champions (1) : - Vainqueur : 1981-82. - Supercoupe de l'UEFA (1) : - Vainqueur : 1982. |